# بستر مجازی‌سازی شبکه
بستر مجازی‌سازی شبکه لایه سخت‌افزار را از لایه نرم‌افزار جدا می‌کند، به‌گونه‌ای که سخت‌افزار میزبان می‌تواند به صورت مدیریتی، برنامه‌ریزی شده و منابع خود را به لایه نرم‌افزار تخصیص دهد. این فرآیند امکان مجازی‌سازی پردازنده، حافظه، دیسک و مهم‌تر از همه ورودی/خروجی شبکه را فراهم می‌کند. پس از مجازی‌سازی منابع سخت‌افزاری، این بستر می‌تواند چندین برنامه شبکه مجازی مانند دیوار آتش، روترها، فیلترهای وب و سیستم‌های پیشگیری از نفوذ را پشتیبانی کند؛ تمام این برنامه‌ها مانند تجهیزات سخت‌افزاری مستقل عمل می‌کنند اما در یک دستگاه سخت‌افزاری واحد جای دارند. مزیت کلیدی این فناوری این است که تمامی این قابلیت‌ها را در حالی ارائه می‌دهد که عملکرد شبکه همچنان در حد تجهیزات مستقل شبکه باقی می‌ماند و علاوه بر آن امکان برنامه‌ریزی مدیریتی یا پویا برای تخصیص منابع را فراهم می‌کند.

## تاریخچه‌ مجازی‌سازی سرور
مجازی‌سازی سرور که به فناوری‌ای رایج تبدیل شده است، اولین بار با ورود VMware به بازار در سال ۲۰۰۱ با نرم‌افزار GSX Server محبوبیت پیدا کرد. این فناوری به سازمان‌های فناوری اطلاعات اجازه داد تا فضای رَک‌ را برای میزبانی چندین سرور کاهش دهند و با تجمیع برنامه‌های سرور در یک سخت‌افزار واحد، هزینه‌های برق و خنک‌سازی مراکز داده را کاهش دهند. یکی از چالش‌های مجازی‌سازی سرورها نحوه اتصال شبکه‌ای برنامه‌ها به یکدیگر است. در محیط مجازی‌سازی سرور، برنامه‌ها توسط یک سوئیچ مجازی به هم متصل می‌شوند که بسیار متفاوت از سوئیچ‌های شبکه سخت‌افزاری پرقدرت مانند آنچه شرکت‌هایی مانند Juniper Networks و Cisco Systems ارائه می‌دهند، عمل می‌کند. سوئیچ‌های مجازی نرم‌افزاری هستند و بر حرکت بسته‌ها در لایه نرم‌افزاری متکی‌اند که از همان پردازنده‌هایی استفاده می‌کند که برای اجرای برنامه‌ها استفاده می‌شود. به دلیل همین رویکرد نرم‌افزاری سوئیچ‌ها، برنامه‌های شبکه‌ای مانند دیوار آتش و روترها که نیاز به توان عملیاتی بالا و تأخیر کم دارند، برای اجرا در محیط مجازی‌سازی سرور ایده‌آل نیستند. در مقابل، برنامه‌هایی که به توان عملیاتی و تأخیر حساس نیستند، مانند ایمیل و اشتراک‌گذاری فایل، برای این محیط مناسب هستند.

## تاریخچه مجازی‌سازی شبکه‌
در ابتدا، مجازی‌سازی شبکه فقط شامل جداسازی لایه کنترل و لایه ارسال (مدیریت و انتقال بسته‌ها) در دستگاه‌های شبکه‌ای مانند سوئیچ‌ها بود. اما این مفهوم به‌مرور زمان گسترش یافته و اکنون کل مجازی‌سازی شبکه، از جمله نحوه برنامه‌ریزی، مدیریت و استقرار شبکه، چه در سطح سخت‌افزار، چه نرم‌افزار یا مدیریت و انتقال بسته‌ها را شامل می‌شود.

## بسترهای مجازی‌سازی شبکه

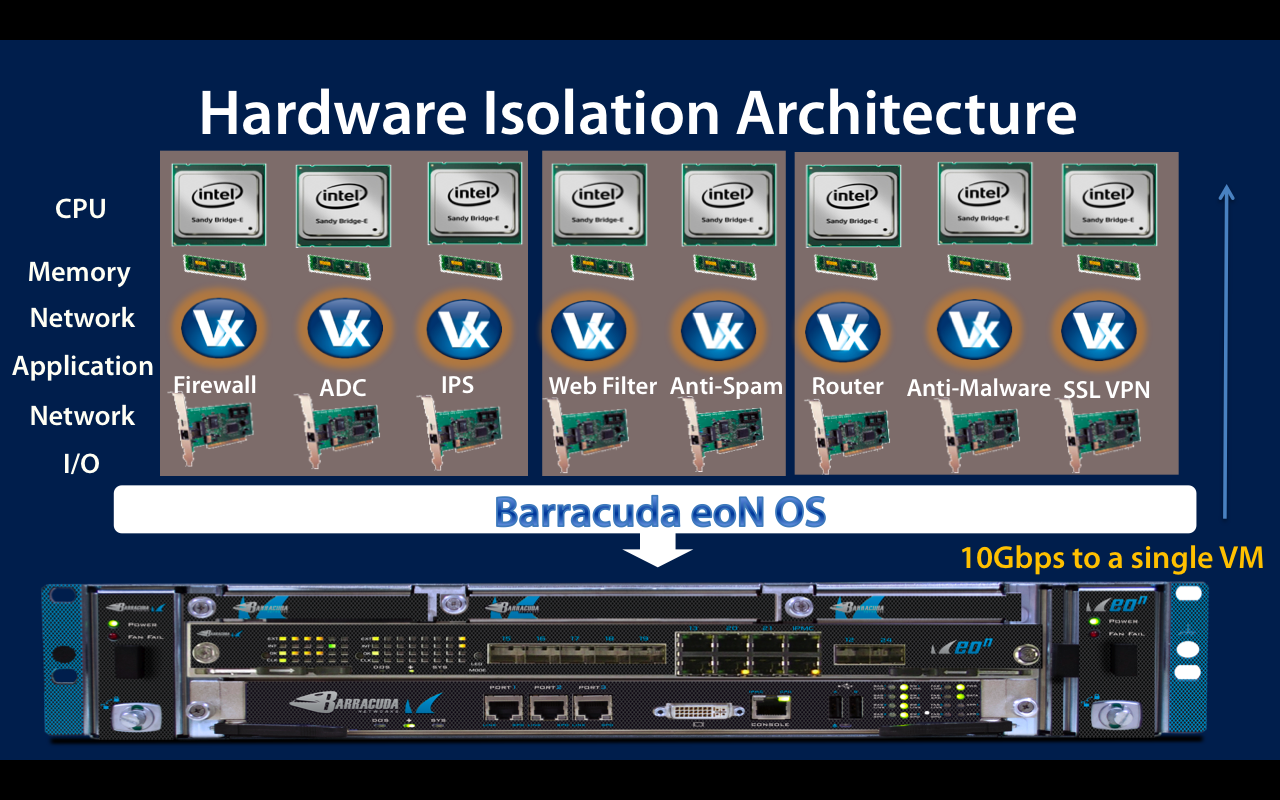
مثالی از معماری بستر مجازی‌سازی شبکه

- شتاب‌دهنده مجازی 6WIND: شبکه‌های مجازی با عملکرد بالا را از طریق شتاب سخت‌افزاری زیربنایی ارائه می‌دهد و بر پایه استفاده از نرم‌افزار مسیر سریع و فناوری‌های DPDK طراحی شده است.
- بستر مجازی‌سازی شبکه VMware / Nicira: شبکه‌های مجازی را از سخت‌افزار زیربنایی جدا می‌کند. این بستر توسط نیک مک‌کئون، اسکات شنکر و مارتین کسادو در سال ۲۰۰۷ توسعه داده شد.
- ابزار مجازی Embrane Heleos: ابزارهای مجازی که از معماری توزیع‌شده بهره می‌برند. این فناوری در سال ۲۰۰۹ توسط دانته مالاگرینو و مارکو دی بندتو معرفی شد.
- سخت‌افزار خدمات مجازی Cisco Nexus: یک بستر سخت‌افزاری اختصاصی برای استقرار خدمات حیاتی در زیرساخت‌های مجازی‌سازی
- موتور برنامه Juniper Networks JunosV: مدیریت برنامه‌ها را یکپارچه کرده و شبکه را برای تخصیص منابع و عملکرد بهتر بهینه می‌کند.
- بستر مجازی Barracuda Networks eoN: ابزارهای مجازی نرم‌افزاری را بدون افت عملکرد اجرا می‌کند.